# Vének
Vének is een plaats (község) en gemeente in het Hongaarse comitaat Győr-Moson-Sopron. Vének telt 169 inwoners (2001).